# Реакция Гаттермана — Коха
Реакция Гаттермана — Коха — метод формилирования аренов (включая полициклические арены) действием на них моноксида углерода и хлороводорода в присутствии кислот Льюиса: 
Предложен Людвигом Гаттерманом и Юлиусом Арнольдом Кохом в 1897 году.

## Механизм реакции
Реакция Гаттермана-Коха  при катализе кислотами Льюиса является вариантом ацилирования по Фриделю-Крафтсу, однако первоначально предполагавшееся образование в условиях реакции из окиси углерода и хлороводорода неустойчивого формилхлорида не было подтверждено. Предполагается, что, как и в случае ацилирования по Фриделю-Крафтсу, активирование окиси углерода идет за счет донорно-акцепторного связывания электронной пары кислорода с кислотой Льюиса, ведущего к образованию карбкатионного интермедиата и дальнейшей реакцией электрофильного замещения в ароматическом ядре: 
При проведении реакции в суперкислотных условиях, т.е. при использовании в качестве катализатора пятифтористой сурьмы во фтороводороде электрофильной ацилирующей частицей является катион HCO+, образующийся при протонировании окиси углерода.

## Применимость и модификации
Реакция Гаттермана-Коха, как и ацилирование по Фриделю-Крафтсу, идет при катализе кислотами Льюиса (хлорид алюминия, хлорид цинка и т. д.), чаще всего используют хлорид алюминия.
В реакцию вступают бензол, алкилбензолы, а также конденсированные ароматические соединения, формилирование идет в пара-положение к имеющемуся заместителю, в ароматическое ядро вступает только одна формильная группа.
При проведении реакции при атмосферном давлении в качестве промотора используется хлорид меди(I), в лабораторных условиях эквимолярную смесь окиси углерода получают действием хлорсульфоновой кислоты на муравьиную кислоту:
{\displaystyle {\mathsf {ClSO_{3}H+HCOOH\rightarrow HCl+CO+H_{2}SO_{4}}}}
При давлении 50-200 атм реакция идет с хорошими выходами и в отсутствие хлорида меди, выходы при этом достигают 90 %, однако возможны побочные процессы изомеризации и диспропорционирования алкилбензолов.
Фенолы, их эфиры и ароматические амины в реакцию не вступают.
В 1949 г. была предложена модификация метода, в которой вместо хлороводорода используется фтороводород, а в качестве катализатора — трифторид бора и реакция проводится под высоким давлением, однако в современной лабораторной практике применяется модификация этого метода, в которой вместо смеси окиси углерода и фтороводорода используется относительно стабильный формилфторид при атмосферном давлении, формилфторид синтезируется взаимодействием смешанного ангидрида муравьиной и уксусной кислот с безводным фтороводородом:
{\displaystyle {\mathsf {HCOOCOCH_{3}+HF\rightarrow HCOF+CH_{3}COOH}}}